# Axinaea
Axinaea é um género botânico pertencente à família Melastomataceae.

## Espécies
- Axinaea merianiae, (DC.) Triana
- Axinaea nitida, Cogn.
- Axinaea pauciflora, Cogn.
- Axinaea sclerophylla, Triana
- Axinaea sessilifolia, Triana
- Axinaea sodiroi, Wurdack